# Makvorijski pingvin
Makvorijski pingvin (lat. Eudyptes schlegeli) je vrsta pingvina koja se može naći samo na subantarktičkom otoku Macquarie i susjednim otocima.> Znanstveni naziv je u znak sjećanja na njemačkog zoologa Hermanna Schlegela.

## Opis
Bilo je nekih kontroverzi oko toga jesu li kraljevski pingvini podvrsta žutouhog pingvina.  Poznato je da se jedinke dviju skupina križaju, iako je to relativno rijetka pojava. Doista, poznato je da drugi pingvini formiraju parove mješovitih vrsta u divljini.
Nastanjuju vode koje okružuju Antarktiku. Kraljevski članovi izgledaju vrlo poput žutouhih pingvina, ali imaju bijelo lice i bradu zab razliku od crnog lica žutouhih pingvina. Dugi su 65–76 cm, a teški 5–6 kg. Mužjaci su veći od ženki. Kraljevski pingvini razmnožavaju se samo na otoku Macquarie i susjednim otocima. Kao i drugi pingvini, većinu vremena provode u moru, gdje se pretpostavlja da su pelagični.

## Razmnožavanje
Kraljevski pingvini gnijezde se na plažama ili na golim područjima na padinama obraslim vegetacijom. Kao i većina morskih ptica, one su kolonijalne, gnijezde se u škrapinama na tlu do jedne milje u unutrašnjosti. Sezona parenja počinje u rujnu, a leženje slijedi u listopadu. Iako kraljevske obitelji obično polažu dva jajeta, samo jedno obično preživi. Oba roditelja drže jaje na toplom oko 35 dana. To se postiže rotirajućim smjenama od 12 dana. Nakon izlijeganja, mužjak se brine za ptića 2 do 3 tjedna, kada se ženka vraća s hranom za oboje. Ako ženka kasni ili se ne vrati u koloniju, ptić će uginuti. U dobi od otprilike mjesec dana ptići se počinju okupljati radi topline i sigurnosti. Oba roditelja nastavljaju hraniti ptiće dva do tri puta dnevno. Kad ptići budu stari nešto više od dva mjeseca, narasti će perje za odrasle i napustit će koloniju kako bi otišli u more i sami se hranili.
Uobičajeno je da majka s više jaja napusti svoje prvo jaje samo dan prije dolaska drugog jajašca. Zbog ovog napuštanja prvo jaje ima upola manje šanse da se izleže od drugog jajeta koje je zadržano. Uzroci ovakvog ponašanja još su nejasni.

## Prehrana
Kraljevski pingvini hrane se krilom, malom ribom i malim količinama lignji.
Tijekom sezone parenja, kraljevski pingvini će loviti u lokalnim područjima zajedno sa susjednim kolonijama. To podrazumijeva suživot s drugim kolonijama odvajanjem ribolovnih područja za određene kolonije, gotovo eliminirajući konkurenciju resursa.

## Prijetnje
IUCN je kraljevske pingvine kao vrstu klasificirao kao najmanje zabrinjavajuću vrstu, s visokim rizikom od ugroženosti u divljini. Kraljevski pingvin nije na popisu prema Zakonu o zaštiti okoliša i očuvanju bioraznolikosti iz 1999. godine.
Povijesno su ih lovili zbog nafte; između 1870. i 1919. vlada Tasmanije izdaje dozvole za njihov lov, s prosječno 150 000 pingvina (i kraljevskih i kraljevskih) koje se lovi svake godine. Na vrhuncu industrije 1905. godine, tvornica osnovana na otoku Macquarie prerađivala je 2000 pingvina odjednom, pri čemu je svaki pingvin davao oko pola litre ulja.
Od završetka lova na pingvine na Macquarieju, broj se popeo na 850.000 parova. Prije početka lova na otoku je bilo tri milijuna pingvina (makvorijskih i kraljevskih ukupno).
Moderne prijetnje makvorijskom pingvinu uključuju uvedene predatore poput štakora (i prije mačaka, ali su nedavno iskorijenjeni s otoka Macquarie), odbačenu plastiku, onečišćenje i smanjenu opskrbu hranom zbog komercijalnog ribolova.

## Daljnje čitanje
- del Hoyo, J., Elliot, A., Sargatal, J., eds (1992) Handbook of the Birds of the World, Volume One Ostrich to Ducks, ISBN 84-87334-10-5

## Vanjske poveznice
- IUCN Red List listing
- BirdLife species factsheet
- ARKive – images and movies of the royal penguin (Eudyptes schlegeli)
- Australian Antarctic Division: Unusual penguins  Contains picture of hybrid penguins and penguins with non-standard plumage
- www.pinguins.info Information about all species of penguins